# Калафатович, Данило
Данило Калафатович (серб. кириллица: Данило Калафатовић; Конарево, Кралево, 27 октября 1875 — 1946, Мосбург-на-Изаре, Бавария) был офицером и генералом армии в королевстве Югославия. Помимо Югославии служил в Сербской королевской армии.

## Биография
Данило Калафатович родился 27 октября 1875 года в Конарево. Связал свою жизнь с военной службой в 1893 году, когда стал кадетом 26-го класса низшей военной академии, так же проходил артиллерийское обучение во Франции. 
В конце Первой мировой войны получил должность начальника оперативного отдела сербского генерального штаба. Во время Балканских войн находился в штабе 2-й армии. С 12 апреля 1920 по 1922 год был военным атташе в Париже. 25 октября 1930 года был уволен в остатавку. Во время перерыва в военной службе работал директором Белградского радио.
Перед началом вторжения Оси в Югославию был восстановлен и назначен командующим тылом Верного главнокомандования. 14 апреля Душан Симович назначил Калафатовича начальником штаба Верховного главнокомандования с правами вести переговоры о перемирии. Позже поручил Александру Цинкар-Марковичу и Радивое Янковичу вести переговоры со Осью. Страны Оси отказались от переговоров, требуя от Югославии безоговорочной капитуляции. Незаконная капитуляция произошла 17 апреля в Белгараде. Данило Калафатович не имел права заключать перемирие, тем более, в статусе военнопленного. Был интернирован в Германию, где скончался в 1946 году.